# Neunggok-dong, Siheung
Neunggok-dong (koreanska: 능곡동) är en stadsdel i staden Siheung i provinsen Gyeonggi i Sydkorea, 26 km sydväst om huvudstaden Seoul.